# Phương trình đại số
Một phương trình đại số với n biến số là một phương trình có dạng:
f(x1, x2,..., xn) = 0
trong đó f(x1,x2,...,xn) là một đa thức của n ẩn x1, x2,..., xn.
{\displaystyle f=\sum _{}^{}c_{e_{1},e_{2},...,e_{n}}x_{1}^{e_{1}}x_{2}^{e_{2}}\cdot \cdot \cdot x_{n}^{e_{n}}}
với {\displaystyle c_{e_{1},e_{2},...,e_{n}}} là các hệ số thực (hoặc phức), các số mũ ei là các số nguyên không âm và tổng trên là hữu hạn.

## Bậc của phương trình đại số
Tổng các số mũ của các ẩn e1+e2+...+en của mỗi số hạng, được gọi là bậc của số hạng đó. Bậc lớn nhất của mỗi số hạng được gọi là bậc của phương trình.
Nghiệm của các phương trình đại số một ẩn với hệ số nguyên được gọi là số đại số. Số đại số phân biệt với số siêu việt (số không phải là nghiệm của một phương trình đại số).
Niels Henrik Abel và Évariste Galois đã chứng minh được rằng không có phương pháp đại số tổng quát nào để giải phương trình đại số với bậc lớn hơn bốn

## Nghiệm phương trình đại số
Các số x thỏa mản f(x) = 0 được gọi là nghiệm của phương trình. Quá trình tìm nghiệm của phương trình được gọi là giải phương trình. Thí dụ cho phương trình 
{\displaystyle 2x+3=0}
Chia 2 vế cho 2
{\displaystyle x+{\frac {3}{2}}=0}
{\displaystyle x=-{\frac {3}{2}}}
Từ trên, ta thấy {\displaystyle x=-{\frac {3}{2}}} là nghiệm của phương trình {\displaystyle 2x+3=0} vì thế giá trị của x vào phương trình ta được
{\displaystyle 2({\frac {-3}{2}})+3=-3+3=0}

## Lịch sử của phương trình đại số
Lý thuyết phương trình đại số có lịch sử từ rất lâu đời. Từ năm 2000 trước Công nguyên, người Ai Cập đã biết giải các phương trình bậc nhất, người Babylon đã biết giải các phương trình bậc hai và tìm được những bảng đặc biệt để giải phương trình bậc ba. Tất nhiên các hệ số của phương trình được xét đều là những số đã cho nhưng cách giải của người xưa chứng tỏ rằng họ cũng đã biết đến các quy tắc tổng quát. Trong nền toán học của người Hi Lạp, lý thuyết phương trình đại số được phát triển trên cơ sở hình học, liên quan Đến việc phát minh ra tính vô ước của một số đoạn thẳng. Vì lúc đó, người Hi Lạp chỉ biết các số nguyên dương và phân số dương nên đối với họ, phương trình x²= 2 vô nghiệm. Tuy nhiên, phương trình đó lại giải được trong phạm vi các đoạn thẳng vì nghiệm của nó là đường chéo của hình vuông có cạnh bằng 1.
Đến thế kỷ VII, lý thuyết phương trình bậc nhất và bậc hai được các nhà toán học Ấn Độ phát triển, họ cho ra đời phương pháp giải phương trình bậc hai bằng cách bổ sung thành bình phương của một nhị thức. Sau đó, người Ấn Độ cũng sử dụng rộng rãi các số âm, số Ả Rập với cách viết theo vị trí của các chữ số.
Đến thế kỷ thứ XVI, các nhà toán học La Mã là Tartlia (1500 - 1557), Cardano (1501 - 1576) và nhà toán học Ferrari (1522 - 1565) đã giải được các phương trình bậc ba và bậc bốn.
Đầu thế kỷ XIX, nhà toán học người Na Uy Henrik Abel cho rằng không thể phương trình tổng quát bậc lớn hơn bốn bằng các phương toán học thông thường của đại số. Không lâu sau đó, nhà toán học người Pháp Évariste Galois đã hoàn tất công trình lý thuyết về phương trình đại số của loài người.

## Các chủ đề liên quan
- Phương trình tuyến tính
- Phương trình bậc hai
- Phương trình bậc ba
- Phương trình trùng phương
- Phương trình bậc bốn
- Phương trình hồi quy
- Phương trình phản hồi quy
- Phương trình vô tỷ
- Phương trình chứa căn thức
- Phương trình chứa giá trị tuyệt đối
- Phương trình bậc năm
- Phương trình bậc sáu
- Bài toán Lừa và La
- Biểu thức đại số
- Chu kỳ toán
- Công thức bậc ba
- Dạng bậc năm cơ bản
- Định lý bất khả Abel
- Định lý tối giản Casus
- Hệ phương trình
- Phương trình siêu việt Lambert
- Định lý cơ bản của đại số